# Бо Мелтон
Бо Мелтон (нар. 18 травня 1999 року) — американський футболіст (нападаючий) Грін Бей Пекерс Національної футбольної ліги (НФЛ). Він грав у коледж-футбол у Rutgers і був обраний Seattle Seahawks у сьомому раунді НФЛ 2022 року .

## Молодість і старша школа
Мелтон виріс у Мейс-Лендінг, штат Нью-Джерсі, і відвідував середню школу Сідар-Крік . Будучи старшим, Мелтон зловив 51 прийом на 766 ярдів і дев'ять тачдаунів, а також кинувся на 451 ярд і сім тачдаунів. Йому присвоїли чотири зірки, і він отримав зобов'язання грати в коледж-футбол у Rutgers із понад 30 пропозицій про стипендії, включаючи Мічиган, штат Огайо, Орегон, Пенсільванія, Технічний університет Вірджинії, Вісконсін, Небраска, Меріленд і Пітт.

## Кар'єра в університеті
Мелтон зіграв в 11 іграх як першокурсник і мав чотири позиції на 83 ярди. Він зіграв у всіх 12 іграх Ратгерса і зловив 28 передач на 245 ярдів у своєму другому сезоні. Будучи юніором, Мелтон очолював «Червоні лицарі» з 30 прийомами та 427 ярдами прийому та зловив два паси тачдауну. У 2020 році він знову очолив команду з 47 ловлями та 638 ярдами прийому та шістьма прийомами тачдаунів, а також кинувся до двох тачдаунів і забив після удару. Мелтон вирішив використати додатковий рік права, наданий спортсменам коледжу, які грали в сезоні 2020 року через пандемію коронавірусу, і повернутися в Ратгерс на п'ятий сезон. У своєму останньому сезоні він зробив рекорд кар'єри — 55 передач на 618 ярдів і три тачдауни. Після завершення кар'єри в коледжі Мелтон грав у Senior Bowl 2022 року .

## Професійна кар'єра

### Сіетл Сіхокс
Мелтон був обраний командою " Сіетл Сігокс " у сьомому, 229-му раунді НФЛ 2022 року . Його було звільнено 30 серпня 2022 року, а наступного дня — підписав контракт із командою.

### Green Bay Packers
27 грудня 2022 року Мелтон був гравцем активного складу команди «Грін Бей Пекерс» .

## Особисте життя
Мелтон християнин . Його батько, Гері, грав у футбол в Rutgers, а мати,- Вікі, грала в жіночій баскетбольній команді. Його молодший брат, Макс, зараз є захисником у команді Rutgers.